# Фалак-1

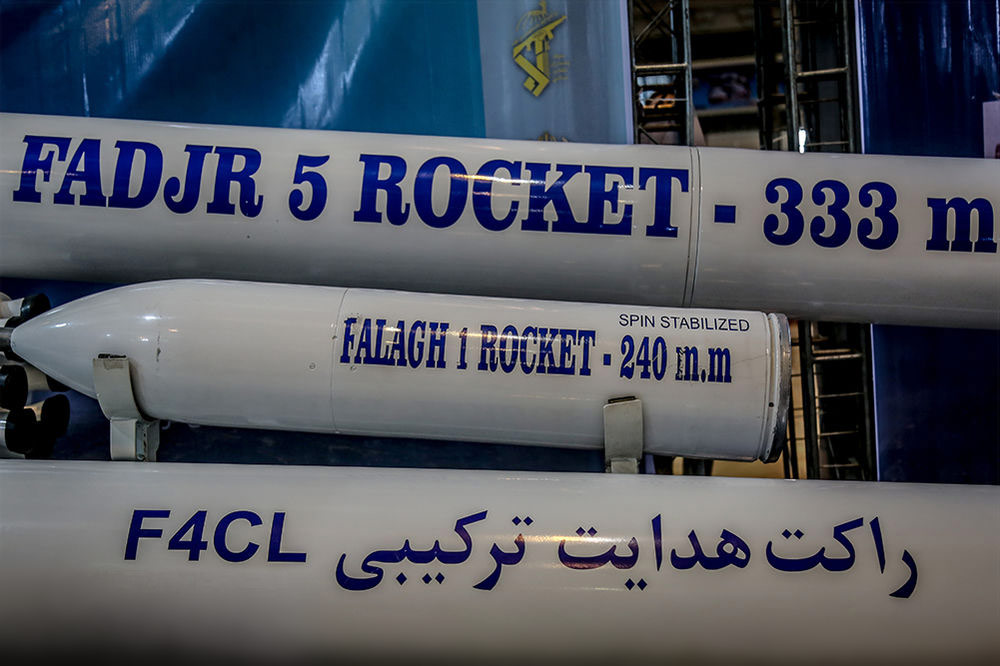
Иранские ракеты и ракета «Фалак-1»

Фалак-1 (араб. فلق 1‎) — ракетная система иранского производства. Использовалась в гражданской войне в Сирии и используется Хезболлой.

## Конструкция
240-мм неуправляемая ракета класса «земля-земля» очень похожа на ракету, используемую в советской 240-мм (12-зарядной) системе БМ-24. Фалак-1 имеет канал ствола 240 мм и вес 111 кг, с боеголовкой весом 50 кг. 240-мм стабилизированные вращением ракеты имеют максимальную дальность 10 000 м и оснащены носовым взрывателем. Используемое топливо — твёрдое двухосновное. Ракета установлена на лёгком вездеходе 4 × 4, который сзади имеет шесть 240-мм ракет в готовом к запуску положении в пусковой установке рамного типа.
Её преемник, Фалак-2, представляет собой ракету диаметром 333 мм.

## Разработка
Система была разработана в 1990-х годах промышленной группой Shahid Bagheri, которая является частью Aerospace Industries Organization (Иран).

## Боевое применение
Имеются многочисленные доказательства того, что ракеты Фалак-1 использовались в гражданской войне в Сирии.
26 января 2024 года Хезболла впервые заявила, что использовала Фалак-1 при атаке на Армию обороны Израиля в рамках конфликта между Израилем и Хезболлой во время войны Израиля с Хамасом.
27 июля 2024 года Хезболла предположительно использовала Фалак-1 для атаки на Израиль, в результате чего погибло по меньшей мере 12 детей-друзов на футбольном поле в городе Мадждаль-Шамс.